# Kolem Flander 2022
106. ročník jednodenního cyklistického závodu Kolem Flander se konal 3. dubna 2022 v Belgii. Vítězem se stal Nizozemec Mathieu van der Poel z týmu Alpecin–Fenix. Na druhém a třetím místě se umístili Nizozemec Dylan van Baarle (Ineos Grenadiers) a Francouz Valentin Madouas (Groupama–FDJ). Závod byl součástí UCI World Tour 2022 na úrovni 1.UWT a byl dvanáctým závodem tohoto seriálu.

## Týmy
Závodu se zúčastnilo 17 z 18 UCI WorldTeamů a 7 UCI ProTeamů. Jediný UCI WorldTeam, jenž se nezúčastnil závodu, byl Israel–Premier Tech. Ten se své účasti 2 dny před startem vzdal kvůli vysokému počtu nemocných či zraněných závodníků v rámci týmu. Alpecin–Fenix a Arkéa–Samsic dostaly automatické pozvánky jako nejlepší UCI ProTeamy sezóny 2021, třetí nejlepší UCI ProTeam sezóny 2021, Team TotalEnergies, pak dostal také automatickou pozvánku. Další 4 UCI ProTeamy (B&B Hotels–KTM, Bingoal Pauwels Sauces WB, Sport Vlaanderen–Baloise a Uno-X Pro Cycling Team) byly vybrány organizátory závodu, Flanders Classics. Každý tým přijel se sedmi závodníky kromě Teamu DSM s šesti závodníky. Bez dvou nestartujících závodníků se tak na start postavilo 165 jezdců. Do cíle v Oudenaarde dojelo 103 z nich.
UCI WorldTeamy
- AG2R Citroën Team
- Astana Qazaqstan Team
- Bora–Hansgrohe
- Cofidis
- EF Education–EasyPost
- Groupama–FDJ
- Ineos Grenadiers
- Intermarché–Wanty–Gobert Matériaux
- Israel–Premier Tech
- Lotto–Soudal
- Movistar Team
- Quick-Step–Alpha Vinyl
- Team Bahrain Victorious
- Team BikeExchange–Jayco
- Team DSM
- Team Jumbo–Visma
- Trek–Segafredo
- UAE Team Emirates

UCI ProTeamy
- Alpecin–Fenix
- Arkéa–Samsic
- B&B Hotels–KTM
- Bingoal Pauwels Sauces WB
- Sport Vlaanderen–Baloise
- Team TotalEnergies
- Uno-X Pro Cycling Team

## Výsledky
| Pořadí | Jezdec                     | Tým                                | Čas        |
| ------ | -------------------------- | ---------------------------------- | ---------- |
| 1      | Mathieu van der Poel (NED) | Alpecin–Fenix                      | 6h 18' 30" |
| 2      | Dylan van Baarle (NED)     | Ineos Grenadiers                   | + 0"       |
| 3      | Valentin Madouas (FRA)     | Groupama–FDJ                       | + 0"       |
| 4      | Tadej Pogačar (SLO)        | UAE Team Emirates                  | + 0"       |
| 5      | Stefan Küng (SUI)          | Groupama–FDJ                       | + 2"       |
| 6      | Dylan Teuns (BEL)          | Team Bahrain Victorious            | + 2"       |
| 7      | Fred Wright (GBR)          | Team Bahrain Victorious            | + 11"      |
| 8      | Mads Pedersen (DEN)        | Trek–Segafredo                     | + 48"      |
| 9      | Christophe Laporte (FRA)   | Team Jumbo–Visma                   | + 48"      |
| 10     | Alexander Kristoff (NOR)   | Intermarché–Wanty–Gobert Matériaux | + 48"      |